# Фосфор(V)-оксид
Фосфор()-оксид је неорганско једињење са молекулском формулом . Он је анхидрид фосфорне киселине, , па спада у класу киселих оксида.

## Структура
кристалише у више облика. Најпознатији је управо онај приказан десно, . Та кристална решетка је хексагонална, али није густо пакована. Ван дер Валсове силе код ње су слабе. Густина те решетке је 2,30 g/cm³. На 423 °C кључа, уколико се јаче загрева, сублимисаће. 
Аморфан облик је стакласти, а настаје спајањем више различитих решетки.

## Добијање
Фосфор()-оксид се добија сагоревањем фосфора у присуству довољне количине кисеоника.
У двадесетом веку, овај оксид је био коришћен за добијање чисте концентоване фосфорне киселине. При термичком процесу,  добијен сагоревањем се растварао у разблаженој фосфорној киселини да би наградио концентрисану.
Дехидратација фосфорне киселине за добијање овог оксида није практичнач због тога што ће се метафосфорна киселина разложиди пре но што изгуби воду.

## Примена
Овај оксид је добар дехидратациони реагенс као што показује егзотермна природа његове хидролизе.
Ипак, његова способност исушивости је ограничена због његове тежње да створи заштитни вискозан слој који спречава даљу дехидратацију од стране неупотребљеног материјала. Гранулиран облик  се корсити као исушивач.
Због јаке исушивачке моћи, користи се у органској синтези за дехидратацију. Ту му је највећа употреба у претварању амида у нитриле.
Показани међупроизвод, , је усклађена формула која означава производ хидратације .
Наизглед, када реагује са карбоксилном киселином, производ је одговарајући анхидрид.
Исушивачка моћ овог оксида фосфора је довољно јака да претвори многе минералне киселине у њихове оксиде. Примери: Азотна киселина се претвара у азот(V)-оксид; Сумпорна киселина у сумпор(VI)-оксид; Перхлорна киселина у хлор(VII)-оксид итд.

## Повезани оксиди фосфора
Поред комерцијално битних  и , фосфорови оксиди су познати са репроматеријалима.